# Сражение за Алитус
Бой за Алитус — один из первых танковых боёв Великой Отечественной войны. Произошёл 22—23 июня 1941 года в Литве в районе Алитуса.

## Силы сторон
С немецкой стороны в нём участвовали 7-я танковая дивизия генерал-майора Г. фон Функа и 20-я танковая дивизия генерал-лейтенанта Х. Штумпфа (всего около 500 танков), с советской — 5-я танковая дивизия 11-й армии Северо-Западного фронта полковника Ф. Ф. Фёдорова (лучшее танковое соединение РККА по итогам 1940 года; имела на вооружении 268 танков и 76 бронеавтомобилей, однако число исправных было заметно меньше).
Немецкая 3-я танковая группа генерал-полковника Г. Гота (в составе двух танковых и двух армейских корпусов, всего 4 танковые, 3 моторизованные и 4 пехотные дивизии) наносила основной удар в Литве на вильнюсском направлении, с тем чтобы как можно быстрее форсировать Неман и выйти в тыл советского Западного фронта с севера.
- 57-й танковый корпус (в авангарде — 12-я танковая дивизия) наступал в направление Меркине;
- 39-й танковый корпус (в авангарде — 7-я и 20-я танковые дивизии) атаковал в направлении Алитус;
- 5-й армейский корпус (2 пехотные дивизии) наступал в промежутке между Меркине и Алитусом,
- 6-й армейский корпус (2 пехотные дивизии) продвигался к Неману севернее Алитуса в направлении Пренай.

Немецким войскам на алитусском направлении противостояли советская 128-я стрелковая дивизия, батальоны 126-й и 23-й стрелковых дивизий, пограничные заставы и строители укреплений Алитусского укрепрайона.
В районе Алитуса дислоцировалась советская 5-я танковая дивизия 3-го механизированного корпуса. Чуть дальше от границы в районе Варена (Ораны) располагались части 29-го Литовского территориального корпуса (управление корпуса, артполк и 184-я стрелковая дивизия).

## Действия сторон
Ранним утром 22 июня после артиллерийско-бомбового огневого налёта советские войска на алитусском направлении были атакованы двумя танковыми дивизиями 39-го танкового корпуса и двумя пехотными дивизиями 5-го армейского корпуса.
Советская 128-я стрелковая дивизия была рассечена и разгромлена, её командир генерал-майор А. С. Зотов попал в плен. Остатки дивизии разрозненными группами отступали за Неман и далее к Западной Двине.
Немецкие пехотные дивизии остались сражаться с остатками советских войск на западном берегу Немана (23 июня оба армейских корпуса были переподчинены штабу 9-й армии). Тем временем обе немецкие танковые дивизии 39-го танкового корпуса устремились к Алитусу, стремясь захватить оба имевшихся в этом районе моста.
Около полудня 22 июня в районе Алитуса завязался бой боевых групп обеих танковых дивизий вермахта и авангарда советской 5-й танковой дивизии. Подавив авиацией и артиллерией советскую оборону (наступление 3-й танковой группы поддерживал 8-й авиакорпус В. фон Рихтгофена), противнику удалось захватить оба моста и прорваться на восточный берег Немана. Подразделения НКВД (все три моста охранялись гарнизонами 7-й роты 84-го полка 9-й стрелковой дивизии НКВД обшей численностью 63 человека, по 21 военнослужащему на мост), на которые была возложена задача охраны мостов, и сапёры подрывных команд ничего сделать не смогли.
На восточном берегу Немана в бой вступили основные силы советской 5-й танковой дивизии, которые отбросили немецких танкистов к Алитусу. Бой в Алитусе продолжался до позднего вечера 22 июня.
Утром 23 июня основные силы 5-й танковой дивизии оказались окружены на восточном берегу Немана двумя танковыми дивизиями 39-го танкового корпуса. Под давлением превосходящих сил противника около 8-9 часов утра советские танкисты, растратив почти все боеприпасы и горючее, начали отступление к Вильнюсу, сдерживая противника.

## Оценка боя
Командующий 3-й танковой группы Герман Гот писал в своих мемуарах:
В «исключительно тяжелом танковом бою», как об этом доложил командир полка, дивизия противника, уступавшего в умении вести одиночный бой, потерпела поражение. Остатки этой дивизии ушли на северо-восток и через несколько дней потеряли свои последние танки. Первая попытка русских остановить наше продвижение на этом направлении провалилась.
А. Исаев привел свидетельство участника того боя с немецкой стороны Хорста Орлова, впоследствии — генерал-майора:
Танковое сражение у Алитуса между нами и танками 5-й дивизии русских было, пожалуй, самой тяжелой битвой дивизии за всю войну.
У немецкого танкиста Отто Кариуса, который летом 1941 был заряжающим в танке Pz.38 (t) 21-го танкового полка 20-й танковой дивизии, которая следовала в хвосте наступающей 7-й танковой дивизии отложилось в памяти то, что они
...пришли на помощь в танковом сражении у Олиты.

## Потери сторон
Потери сторон в бою за Алитус неизвестны.
По данным Митчема, 25-й танковый полк немецкой 7-й танковой дивизии потерял почти половину своего состава.
Советская 5-я танковая дивизия практически перестала существовать.
Г. Гот сообщил об уничтожении 70 советских танков; с его же слов, немецкие потери составили 11 танков. Однако очевидно, что так как поле боя осталось за немцами, Гот учел только безвозвратные потери — танки, которые не подлежали ремонту.

## Последствия
Успех под Алитусом открыл путь немецким войскам на Вильнюс и далее в тыл советскому Западному фронту.
Оттесненная от Алитуса 5-я танковая дивизия во второй половине дня 23 июня дала бой у южной и юго-западной окраин Вильнюса, в ходе которого снова понесла серьёзные потери. Её остатки отступили на юг, в Белоруссию, где 24 июня в районе Молодечно вошли в подчинение командования 13-й армии Западного фронта. В дивизии оставалось 15 танков, 20 бронемашин и 9 орудий.
25 июня отряд советской 5-й танковой дивизии контратаковал противника в районе Ошмян. Позже её остатки вышли к Борисову, откуда убыла в Калугу на переформирование.